# Место печати

Журнал «Место Печати», Обложка. IV-1993 год

Журнал интерпретационного искусства «Место Печати» был основан в 1991 году его редактором Николаем Шептулиным как малотиражное издание, посвященное проблематике современного искусства и являющееся платформой «Московской концептуальной школы».
С 2003 года журнал не выходит.
Одновременно с журналом было создано издательство и галерея «Obscuri Viri».

## Основные авторы
- Инспекция «Медицинская герменевтика»
- Дмитрий Александрович Пригов
- Борис Гройс
- Владимир Сорокин
- Андрей Монастырский
- Юлия Кисина
- Игорь П. Смирнов
- Михаил Рыклин
- Виктор Тупицын
- Глеб Смирнов
- Евгений Чорба
- а также: Ольга Абрамович, Братья Алейниковы, Марина Изюмская, Василий Кондратьев, Юрий Лейдерман, Максим Пежемский, Павел Пепперштейн, Дмитрий Суходольский, Леонид Тишков, Михаил Трофименков, Юрий Ханин (Юрий Ханон) и др.